# 長瓣草螽
長瓣草螽（学名：Conocephalus gladiatus）为螽蟴科草螽屬下的一个种。